# 染整工业

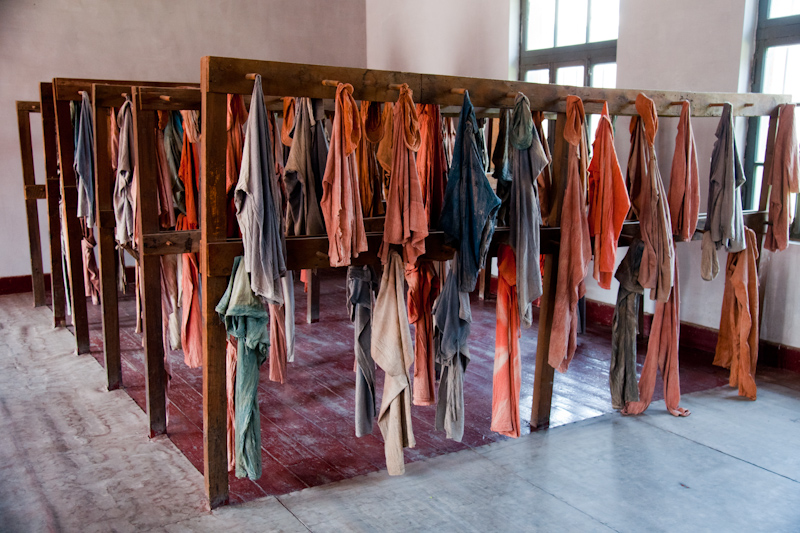
遼寧省染整工业

染整工业是纺织业中的一个重要的组成部分，在国民经济建设中占有重要地位。
纤维材料经过纺纱，织造生产出坯纱，坯布（原布），然后都要经过染整加工才能使用。染整加工主要是通过化学或物理的方法对纺织品进行处理的过程，这就涉及许多方面的知识的应用，综合性比较强。

## 染整加工的目的
根据纤维的材料特性，提高坯纱、坯布的服用性能和使用价值。
关于染整加工的技术又称为染整技术广义的说包括：染色技术、印花技术和整理技术。

## 染整加工的基本内容
- 前处理
- 染色
- 印花
- 后整理